# Novi Singers
Novi Singers lub NOVI – polska jazzowa grupa wokalna działająca w latach 1964–1985.

## Historia zespołu
Zespół powstał jako kwintet założony w 1964 przez Bernarda Kawkę i czworo innych studentów Państwowej Wyższej Szkoły Muzycznej w Warszawie. Pierwszy skład tworzyli: Aleksander Głuch, Bernard Kawka, Janusz Mych, Waldemar Parzyński i Ewa Wanat. Nazwa grupy jest skrótowcem, pełne brzmienie to: New Original Vocal Instruments („Nowe Oryginalne Instrumenty Wokalne”).
W połowie lat 60. XX wieku jedną z tendencji w jazzie nowoczesnym było wykorzystywanie głosu ludzkiego jak instrumentu muzycznego. Technika ta nosi nazwę śpiewu instrumentalnego. Novi Singers byli prekursorami tego stylu w Polsce (wcześniej śpiewało tak m.in. trio Lambert, Hendricks and Ross oraz Double Six of Paris, a po nich popularna była francuska grupa The Swingle Singers, założona w 1962 w Paryżu).
Umiejętności wokalne poszczególnych członków polskiego zespołu poparte były ich wyższym wykształceniem muzycznym. Ewa Wanat została absolwentką PWSM w Warszawie w klasie skrzypiec, skrzypkiem był również Bernard Kawka. Waldemar Parzyński ukończył Wydział Reżyserii Muzycznej a Janusz Mych klasę fletu.

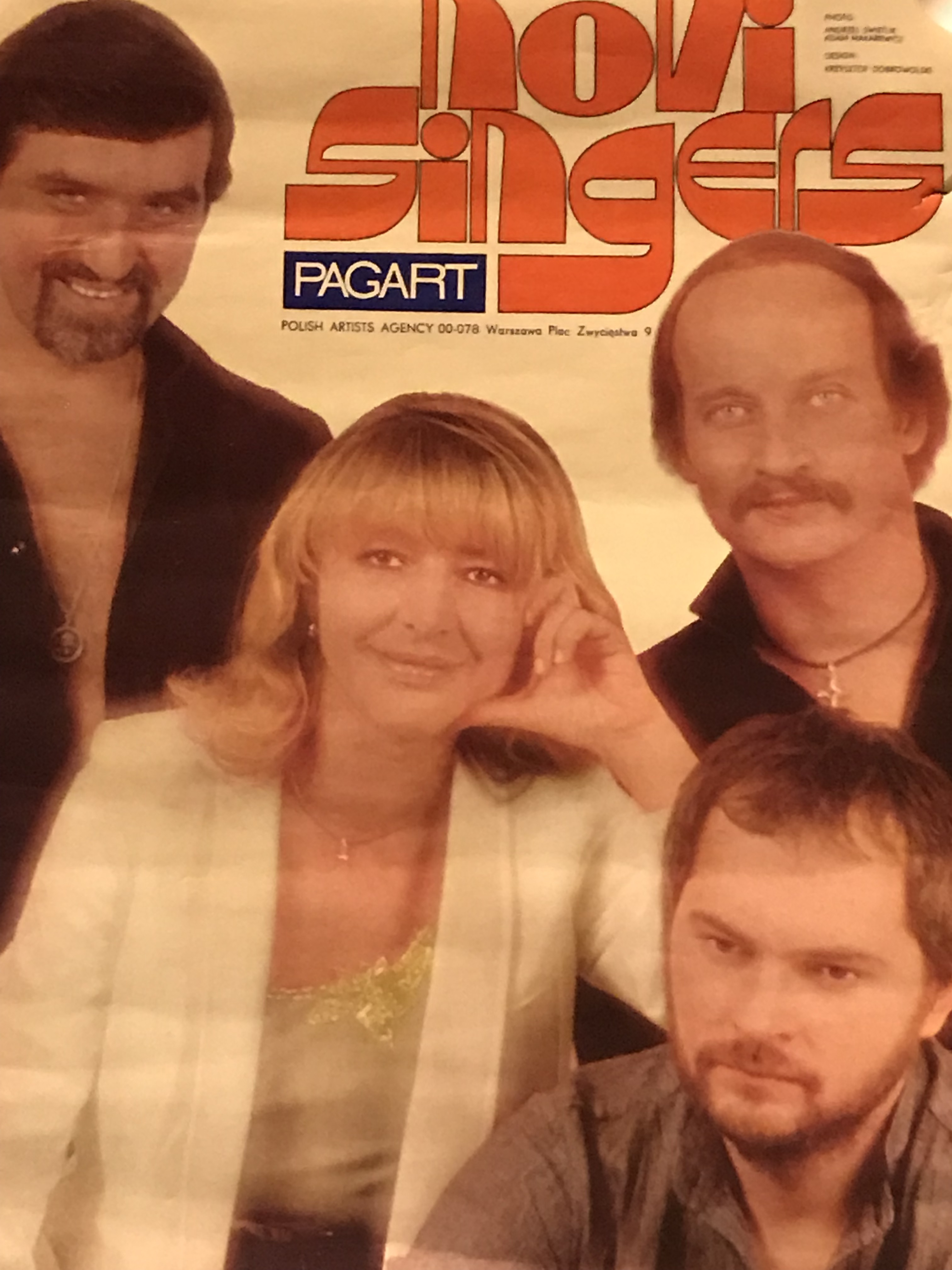
Plakat koncertowy z drugiej połowy lat 70.

2 maja 1965 Novi zadebiutowali koncertem w Filharmonii Narodowej w Warszawie, w październiku nagrali pierwszą płytę (EP dla Polskich Nagrań) i wzięli też udział w XV Międzynarodowym Festiwalu Jazzowym w Zurichu, zdobywając tam pierwszą nagrodę. W grudniu 1965 występowali na Jazz Jamboree '65 w Warszawie. Lata następne to szereg sukcesów na licznych festiwalach jazzowych krajowych i zagranicznych. Przez wiele lat okupowali czołowe miejsca magazynu Down Beat w kategorii najlepszych zespołów wokalnych świata (w 1978 zajęli I miejsce). Zespół zajmował się także tworzeniem muzyki na potrzeby filmu.
W 1967 odszedł z grupy Aleksander Głuch i do 1973 NOVI byli już kwartetem. Jesienią 1973 z zespołu odszedł Bernard Kawka, który zdecydował się na rozpoczęcie samodzielnej kariery i wyjazd na stałe do USA. Miesiąc po jego odejściu, w listopadzie 1973, NOVI, jako jedyny – oprócz gospodarzy – zespół z Europy, wystąpili w ówczesnej stolicy Jugosławii na „Newport – Belgrad Jazz Festival” (specjalnej, europejskiej edycji znanego amerykańskiego festiwalu). Głównymi gwiazdami byli wtedy m.in. Miles Davis, Roland Kirk i Sarah Vaughan.
W maju 1974 NOVI, jako trio, nagrali płytę Five Four Three. Następna ich płyta, Bacharach, nagrana z Kwartetem Aleksandra Mazura, powstała w 1975 i jest zapisem prób odbudowania kwartetu: do zespołu dołączył na pewien czas śpiewający skrzypek z Będzina – Mieczysław Eligiusz Litwiński. Jednak już sierpniu 1975 na miejscu Litwińskiego pojawił się Tomasz Ochalski, z którym NOVI wystąpili wkrótce na Jazz Jamboree w Warszawie. Ochalski był członkiem zespołu do 1977 (śpiewał, ale też grał na fortepianie w towarzyszącej grupie sekcji wraz z Wojciechem Morawskim – perkusja, Winicjuszem  Chróstem – gitara solowa i Pawłem Dąbrowskim – gitara basowa). W 1977 na miejsce Ochalskiego przyszedł Ryszard Szeremeta i w tym już składzie zespół występował aż do chwili ostatecznego rozwiązania formacji w październiku 1985. Ewa Wanat występowała później w duecie z Januszem Mychem. Jednorazowa reaktywacja zespołu nastąpiła z okazji festiwalu „Warszawska Jesień” w 2001, gdzie wykonano i nagrano kompozycję Ryszarda Szeremety "Belief" na głosy i taśmę magnetofonową (koncert w warszawskiej Zachęcie).

## Członkowie zespołu
- Aleksander Głuch (1964–1967)
- Bernard Kawka – baryton (1964–1973)
- Mieczysław Eligiusz Litwiński (1975)
- Janusz Mych – bas (1964–1985)
- Tomasz Ochalski (1975–1977)
- Waldemar Parzyński – tenor (1964–1985)
- Ryszard Szeremeta – baryton (1977–1985)
- Ewa Wanat – sopran (1964–1985)

## Dyskografia (wybór)

### SP i EP
- 1965 EP Kwintet Wokalny NOVI (Polskie Nagrania Muza N 0369)
- 1981 SP Novi Singers – „The Fool on the Hill” (Tonpress)
- 1981 SP Novi Singers – „The Kid from the Red Bank” (Tonpress)

### LP
- 1967 LP Bossa Nova (Polskie Nagrania „Muza”), ukazał się w serii Polish Jazz (vol. 13)
- 1968 LP Novi in Wonderland (niem. SABA SB 15 169 ST)
- 1970 LP Torpedo (PN Muza)
- 1971 LP Novi Sing Chopin (PN Muza)
- 1972 LP NOVI Singers & Karel Gott at Golden Orpheus 1972 (Balkanton BTA 1382, split)
- 1973 LP NOVI Torpedo (Supraphon 1 13 1377)
- 1973 LP Rien Ne Va Plus (PN Muza), w składzie Ewa Wanat, Bernard Kawka, Janusz Mych, Waldemar Parzyński; PN Muza SXL1009, PNCD 1082):
  - Oh, woman (W. Parzyński – A. Więcko)
  - The look of love (Burt Bacharach – Hal David)
  - My own revolution (B. Kawka – A. Więcko)
  - The fool on the hill (John Lennon – Paul McCartney)
  - Second sight (B. Kawka)
  - Blue Moon (Richard Rodgers – Lorenz Hart)
  - Like a dream in the sky (B. Kawka – A. Więcko)
  - Rien ne va plus (B. Kawka – A. Więcko)
  - Canto Triste (Edu Lobo – słowa angielskie Lani Hall)
  - Introduction (Zbigniew Namysłowski)
- 1974 LP Five, Four, Three (PN Muza)
- 1975 LP Bacharach (PN Muza)
- 1977 LP Chopin Up To Date (niem. EMI/Hörzu)
- 1980 LP Pay Tribute (PN Muza)

### LP z udziałem zespołu
- 1965 różni artyści LP 15th International Amateur Jazz Festival (Exlibris GC, Zurich)
- 1969 różni artyści LP 4th International Jazz Festival – Praha 1967 (Supraphon)
- 1974 Wojciech Karolak LP Easy, z udziałem Novi Singers (PN Muza)
- Józef Skrzek CD Coda – mozaika brzmień, z udziałem Novi Singers Viator 1973–2007 Metal Mind Productions MMP 20 cd Box 001

## Muzyka filmowa (wybór)
- Iluzja (reż. Konstanty Ciciszwili, 1966),
- Trzynaste piętro (reż. Edward Etler, 1966),
- Wieczór przedświąteczny (reż. Helena Amiradżibi, Jerzy Stefan Stawiński, 1966),
- Pieczone gołąbki (reż. Tadeusz Chmielewski, 1966),
- Bariera (reż. Jerzy Skolimowski, 1966),
- Tryptyk Jazzowy (reż. G. Lasota 1967)
- Paryż – Warszawa bez wizy (reż. Hieronim Przybył, 1967),
- Gra (reż. Jerzy Kawalerowicz, 1968),
- Album polski (reż. Jan Rybkowski, 1970),
- Szklana kula (reż. Stanisław Różewicz, 1972),
- Rewizja osobista (reż. Andrzej Kostenko, Witold Leszczyński, 1973),
- Niedziela pewnego małżeństwa w mieście przemysłowym średniej wielkości (reż. Jerzy Sztwiertnia, 1977),
- Życie na gorąco (5) (reż. Andrzej Konic, 1978),
- Głosy (reż. Janusz Kijowski, 1980).